# Basilio I de Moscú
Basilio I Dimítrievich (Vasili Dmítrievich, Василий Дмитриевич en el alfabeto ruso) (30 de diciembre de 1371 - 27 de febrero de 1425, Moscú), Gran Príncipe de Moscú desde 1389, hijo mayor de Dmitri Donskói y Gran Princesa Eudoxia - hija del Gran Príncipe Dmitri Konstantínovich de Nizhni Nóvgorod.

## Política interior

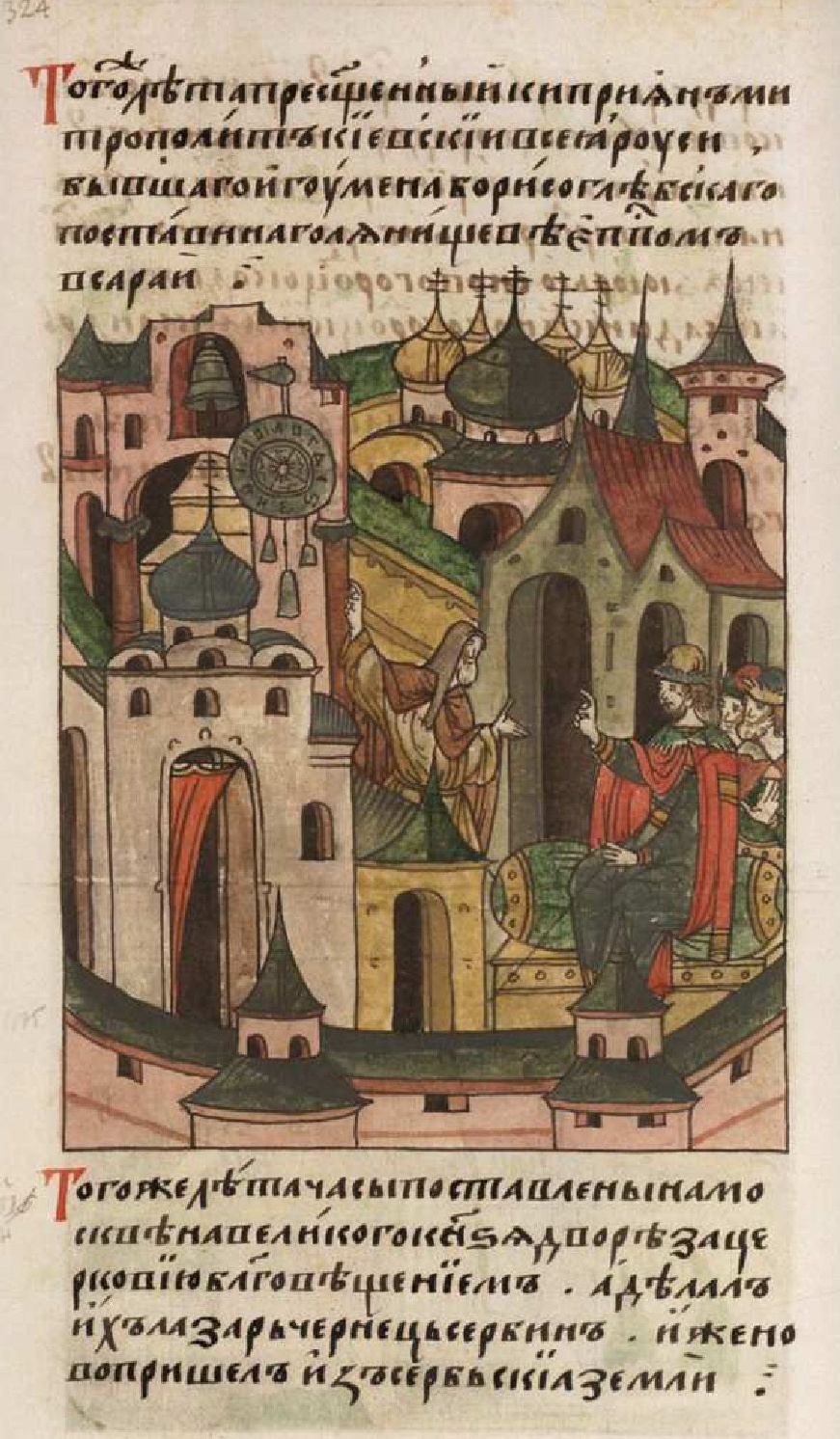
El monje Lazar el Serbio muestra al Gran Príncipe Basilio I de Moscú y a sus dos vasallos la torre del reloj. Lazar inventó y construyó el primer reloj mecánico público conocido, que también daba las horas, en Rusia, a petición de Basilio I. La miniatura original pertenece al manuscrito Ostermanovskij del, parte de la Colección de Crónicas de Litsevoy (Crónica antigua. Hoja 587, dibujo 1175).

Basilio I continuó el proceso de unificación de las tierras de Rusia: en 1392, se anexionó los principados de Nizhni Nóvgorod y de Múrom, entre 1397 y 1398, y  Kaluga, Vólogda, Veliki Ústiug y las tierras de los pueblos komi. 
Durante su reinado, la clase terrateniente feudal continuó su desarrollo. Con el crecimiento de la autoridad principesca en Moscú, los poderes judiciales feudales fueron parcialmente reducidos y transferidos a los diputados de Vasili y jefes de vólost.

## Política exterior

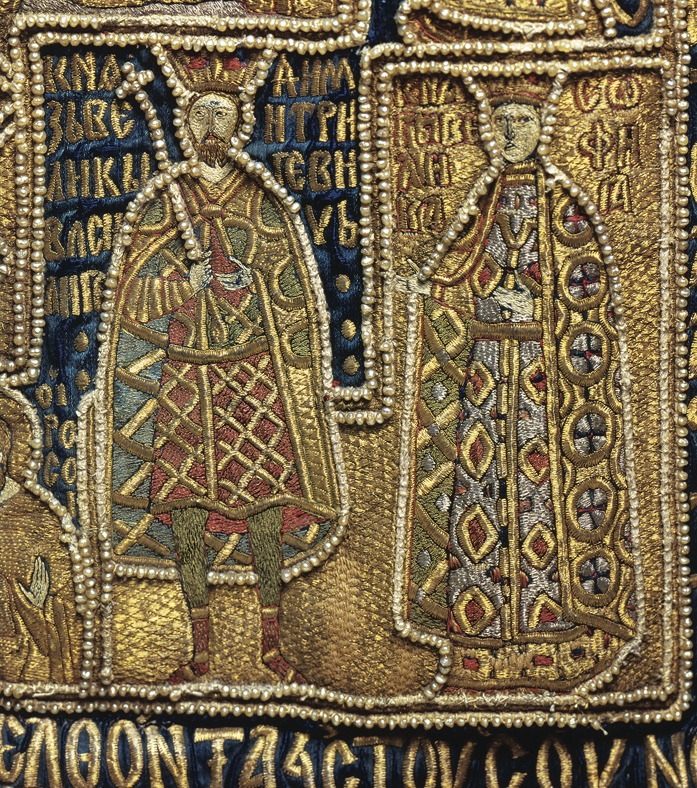
Basilio I de Moscú y Sofía Vitovtovna

Para evitar que el Principado de Moscú fuese atacado por la Horda de Oro, Basilio I entró en alianza con Lituania en 1392 y se casó con Sofía de Lituania, la única hija de Vitautas el Grande. La alianza resultó ser frágil, ya que más tarde Vitautas capturaría Vyazma y Smolensk, en 1403 - 1404. 
En 1395, Tamerlán irrumpió en tierras eslavas. Asoló las regiones del Volga, pero no consiguió penetrar en Moscú. A quien más benefició esta incursión fue a Basilio I, ya que causó un daño considerable a la Horda de Oro, que durante los próximos doce años se encontraría en un estado de anarquía. Durante todo este tiempo, no se rindió homenaje al kan, Olug Mojamat, a pesar de que enormes sumas de dinero fueron recogidas de la tesorería de Moscú para fines militares. En 1408, el emir Edigú atacó el territorio ruso, incendiando Nizhni Nóvgorod, Gorodéts y Rostov, pero tampoco pudo tomar Moscú. En 1412, sin embargo, Basilio se vio obligado a realizar la largamente aplazada visita de sumisión a la Horda. 
La creciente influencia de Moscú en el extranjero fue subrayada por el hecho de que Basilio casó a su hija Anna con Juan VIII Paleólogo, emperador de Bizancio.

## Matrimonio y descendencia
Se casó con Sofía de Lituania. Ella era hija de Vitautas el Grande y Ana de Smolensk. Tenían nueve hijos conocidos: 
- Ana de Moscú (1393 - agosto de 1417). Casada con Juan VIII Paleólogo.
- Yuri Vasílievich (30 de marzo de 1395 - 30 de noviembre de 1400).
- Iván Vasílievich (15 de enero de 1396 - 20 de julio de 1417). Casado, una hija de Iván Vladímirovich de Pronsk.
- Anastasia Vasílievna (d. 1470). Casada con Aleksandr Vladímirovich (Olelko), príncipe de Kiev. Su marido era un hijo de Vladímir Olguérdovich, príncipe de Kiev. Sus abuelos paternos fueron Algirdas y María de Vítebsk.
- Daniil Vasílievich (6 de diciembre de 1400 - de mayo de 1402).
- Vasilisa Vasílievna. Casada primero con Aleksandr Ivánovich Briujaty, el Príncipe de Súzdal y en segundo lugar con su primo hermano Aleksandr Danílovich Vzmeten, el Príncipe de Súzdal. Los dos fueron la quinta generación de descendientes de Andréi II de Vladímir.
- Simeón Vasílievich (13 de enero - 7 de abril de 1405).
- María Vasílievna. Casada con Yuri Patrikéievich. Su marido era un hijo de Patrikey, el Príncipe de Starodub y su esposa Elena. Su abuelo paterno fue Narimantas. El matrimonio solidificó su papel como boyardo adjunto a Moscú.
- Basilio II de Moscú (10 de marzo de 1415 - 27 de marzo de 1462).

| Predecesor: Dmitri Donskói | Gran Príncipe de Moscú 1389-1425 | Sucesor: Basilio II |

- Datos: Q272156
- Multimedia: Vasily I of Moscow / Q272156